# Maria Gaetana Agnesi
Maria Gaetana Agnesi (Milánó, 1718. május 16. – Milánó, 1799. január 9.) olasz nyelvész, matematikus, filozófus és filantróp, a Bolognai Egyetem tiszteletbeli tagja. Ő írta az első olyan könyvet, amely tárgyalja a differenciálszámítást és integrálszámítást.

## Életpályája
Apja, Pietro, gazdag matematikaprofesszor volt. Mariát csodagyermeknek tekintették; ötéves korában az olasz mellett már franciául is beszélt. 9 évesen egyórás saját maga által írt latin beszédet tartott egy akadémiai gyűlésen. A beszéd tárgya a nőknek a tanuláshoz való joga volt. A tizenharmadik születésnapjáig megtanult görögül, héberül, spanyolul, németül és latinul. Az öccseit is ő tanította. Amikor tizenöt éves lett, az apja rendszeresen összejöveteleket tartott a házában a legtanultabb bolognaiak részvételével, akik előtt a lány felolvasást és vitákat tartott különböző filozófiai kérdésekről. Ezek a bemutatók valószínűleg nem voltak Maria kedvére, mert visszavonultságra hajló természete volt, és a lány húszéves kora körül abbamaradtak. Ettől fogva visszavonulva élt és a matematika tanulmányozásának szentelte magát.
A munkájának a legértékesebb eredménye az Instituzioni analitiche ad uso della gioventu italiana című könyv volt, amely 1748-ban jelent meg Milánóban és úgy tekintették, hogy a legjobb bevezetés Euler munkáihoz . Tárgyalta az Agnesi-féle görbét. A görbe definíciója:
{\displaystyle y={1 \over {x^{2}+1}}}
vagy általában
{\displaystyle y={a^{3} \over {x^{2}+a^{2}}}}
A görbét előtte Fermat és Grandi is tanulmányozta.
1750-ben édesapja betegsége miatt XIV. Benedek pápa kinevezte a bolognai egyetem matematikai és filozófia tanszékére. Ő volt a második nő, aki egyetemi professzori kinevezést kapott. Apja halála után, 1752-ben teológiai tanulmányokba kezdett és a szegények, hajléktalanok és betegek felé fordult. Néhány évig igazgatója volt a milánói Trivulzio ispotálynak, (Pio Albergo Trivulzio) majd apácaként fejezte be életét.